# برمنسيون متعدد الحراشف
برمنسيون متعدد الحراشف (الاسم العلمي: Prymnesium polylepis) هو نوع من الأسناخ صبغية يتبع جنس البرمنسيون من الفصيلة البرمنسيونية.